# Forgattyús mechanizmus

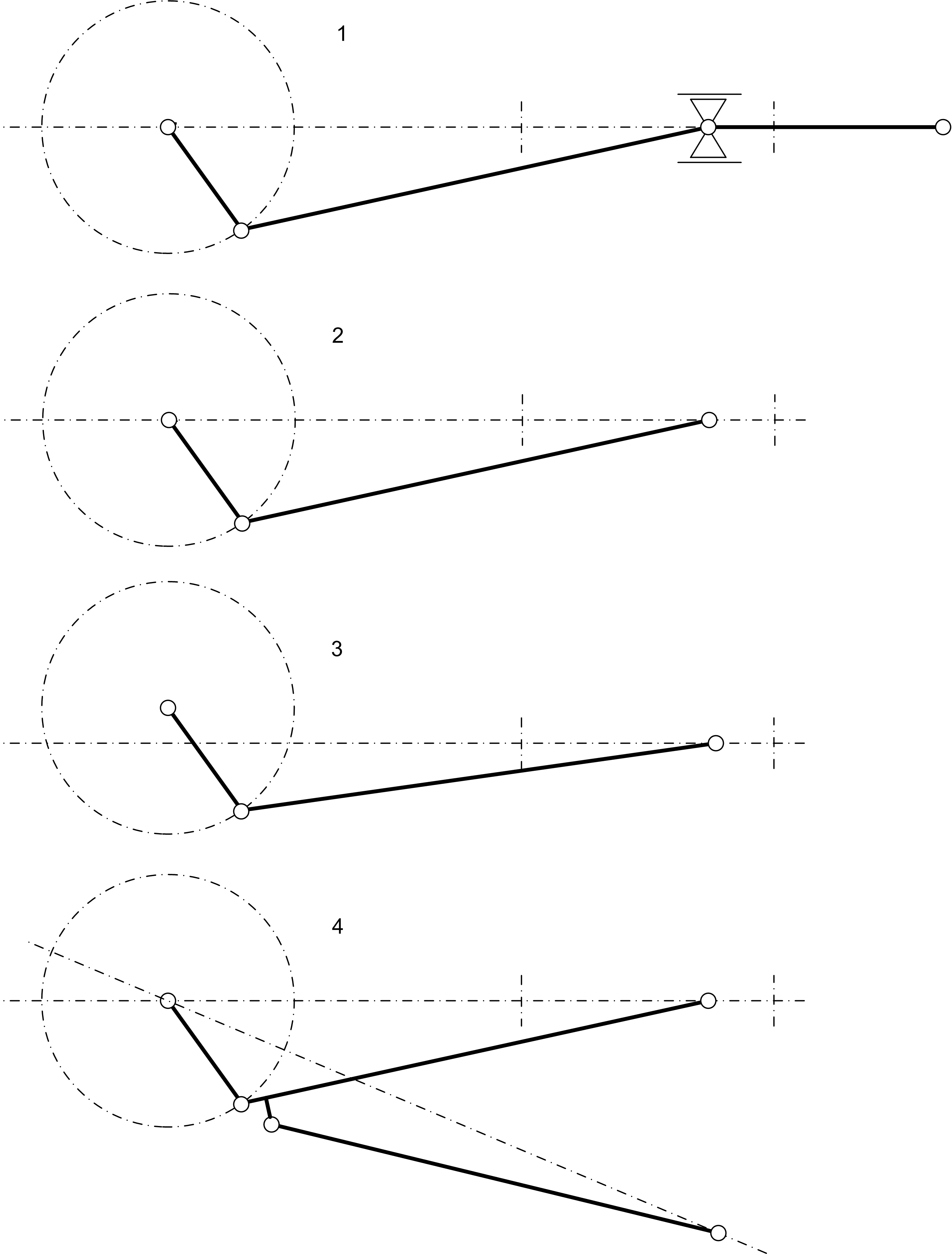
Forgattyús mechanizmus különböző változatai.

A forgattyús mechanizmus folyamatos körmozgást folyamatos egyenesvonalú lengőmozgássá illetve egyenesvonalú lengőmozgást körmozgássá átalakító mechanizmus. A forgattyús mechanizmust a műszaki gyakorlatban igen sok helyen használják. Erőgépek és munkagépek esetén forgattyús hajtóműnek is nevezik, mivel a mechanizmusnak ezekben az esetekben nemcsak kinematikai szerepe van (tehát hogy a mozgást a megfelelő módon átalakítsa), hanem energiaátadást is végez.
A forgattyús mechanizmus négy tagból álló síkbeli karos kinematikai lánc, melyből az egyik tag a merevnek tekintett talaj.
Léteznek más mechanizmusok is, amelyek ugyanezt a feladatot képesek ellátni, ilyen a kulisszás mechanizmus (kulisszás hajtómű), de az a mechanizmus is ide tartozik, amellyel James Watt a forgattyús hajtómű szabadalmát akarta kikerülni gőzgépeinél. Bütykös mechanizmussal folyamatos forgómozgást lehet alternáló egyenesvonalú mozgássá alakítani, de ez a működés nem megfordítható. Villamos gépekkel is teljesíthető ez a feladat, de a megoldás nem mechanizmus.

## A forgattyús mechanizmus működése
A forgattyús mechanizmus fő részei:
- Forgattyú. Egy tengelyre szerelt vagy vele egy darabból készített kar. A kar és a tengely együttes neve forgattyústengely. A kar végén a tengellyel párhuzamos tengelyű hengeres csap van, ehhez csatlakozik egy csuklón (csapágyon) keresztül a hajtórúd, melynek másik vége szintén csukló (csapágy).
- A hajtórúd egyenes rúd, mindkét végén csapágyazva, egyik csapágya a forgattyú csapjához, a másik a keresztfej csapjához illeszkedik.
- Keresztfej egyenes vezetékben csúszó gépelem (kinematikai fogalommal csúszka), melynek csapjára a hajtórúd másik csapágya csatlakozik. A keresztfej egyenesvonalú lengőmozgást végez. A keresztfejhez csatlakoztatják a gép azon részeit, melyek munkagépeknél munkavégzésre, illetve erőgépeknél energiaforrásként szolgálnak. A mai műszaki gyakorlatban a legtöbb esetben a keresztfejet a gép egy másik alkatrészével egyesítik, így dugattyús motoroknál és szivattyúknál a dugattyú egyben a keresztfej szerepét is betölti. Régi gőzgépeknél és néhány más esetben a keresztfej és a dugattyú két külön darab volt, a keresztfej szerepe az egyenesbevezetés volt, az átmérőjéhez képest sokkal kisebb vastagságú dugattyú pedig a gép hengerének hasznos térfogatát csökkentette-növelte.
- A negyedik tag a talaj, vagyis a szilárdnak tekintett alap vagy gépkeret, melyhez rögzített a forgattyústengely csapágya illetve a keresztfej illetve a dugattyú vezetéke.

## A forgattyús mechanizmus kinematikája

Jelölések a kinematikához

Néhány forgattyús mechanizmus kinematikai vázlata látható az első ábrán.
1. Szimmetrikus forgattyús mechanizmus keresztfejjel
2. Szimmetrikus forgattyús mechanizmus dugattyúval
3. Aszimmetrikus forgattyús mechanizmus (a dugattyú vezetéke nem illeszkedik a forgattyústengely középpontjára)
4. V-motor forgattyús mechanizmusa főhajtórúddal és mellékhajtórúddal.
Az alábbiakban a szimmetrikus mechanizmussal fogunk foglalkozni.
A keresztfejet mind a munkagépeknél mind az erőgépeknél erősen változó erőhatások terhelik, ezért a forgattyús mechanizmust legtöbbször lendkerékkel egészítik ki, hogy a forgattyús tengely fordulatszámának ingadozásait a megengedhető mértékre csökkentsék. Ha feltesszük, hogy a forgattyús tengely {\displaystyle \omega \,} szögsebessége ideális esetben állandó, meghatározható a keresztfej vagy dugattyú elmozdulása, sebessége és gyorsulása a forgattyú {\displaystyle \varphi \,} szögelfordulása függvényében. A forgattyús tengely kezdeti időpillanattól számított {\displaystyle \varphi \,} szögelfordulása:
{\displaystyle \varphi =\omega t\,},
Ennél a helyzetnél a hajtórúd függőleges vetülete megegyezik a forgattyú függőleges vetületével:
{\displaystyle l\sin \psi =r\sin \varphi \,}
A felső holtpont és a forgattyústengely távolsága:
{\displaystyle l+r=x+l\cos \psi +r\cos \varphi \,}
Kifejezve a keresztfej (dugattyú) {\displaystyle x\,} elmozdulását a felső holtponttól:
{\displaystyle x=r(1-\cos(\omega t))+l(1-\cos \psi ))\,}
Bevezetve a {\displaystyle \lambda \,} hajtórúd arányt:
{\displaystyle \lambda ={\frac {r}{l}}={\frac {\sin \psi }{\sin \varphi }}\,}

A keresztfej elmozdulása, sebessége és gyorsulása a forgattyú elfordulásának függvényében λ=0,4 esetre

A keresztfej sebessége és gyorsulása az elmozdulás függvényében λ=0,4 esetre

Ebből kifejezhető a két szög közötti összefüggés:
{\displaystyle \sin \psi =\lambda \sin \varphi \,},
A hajtórúd arány szokásos értéke:
{\displaystyle \lambda ={\frac {1}{6}}\div {\frac {1}{2,8}}\,},
A szinusz- és koszinuszfüggvények összefüggése szerint:
{\displaystyle \cos \psi ={\sqrt {1-\sin ^{2}\psi }}={\sqrt {1-\lambda ^{2}\sin ^{2}(\omega t)}}\,},
A fenti összefüggések segítségével felírható a keresztfej elmozdulása, sebessége és gyorsulása az idő illetve a forgattyúskar szögének függvényében:
{\displaystyle x=r(1-\cos(\omega t))+{\frac {r}{\lambda }}\left(1-{\sqrt {1-\lambda ^{2}\sin ^{2}(\omega t)}}\right)\,},
{\displaystyle v={\frac {dx}{dt}}=r\omega \sin(\omega t){\Bigg [}1+{\frac {\lambda \cos(\omega t)}{\sqrt {1-\lambda ^{2}\sin ^{2}(\omega t)}}}{\Bigg ]}\,},
{\displaystyle a={\frac {dv}{dt}}=r\omega ^{2}{\Bigg [}\cos(\omega t)+{\frac {\lambda \cos ^{2}(\omega t)}{\sqrt {1-\lambda ^{2}\sin ^{2}(\omega t)}}}-{\frac {\lambda (1-\lambda ^{2})\sin ^{2}(\omega t)}{{\big [}1-\lambda ^{2}\sin ^{2}(\omega t){\big ]}^{\frac {3}{2}}}}{\Bigg ]}\,},

## Közelítő összefüggések
A fenti összefüggéseket Taylor-sorba fejtve és csak az elsőrendű tagokat meghagyva jó közelítéssel az alábbiak írhatók:
{\displaystyle x=r{\bigg (}1-\cos(\omega t)+{\frac {\lambda }{2}}\sin ^{2}(\omega t){\bigg )}\,},
{\displaystyle v=r\omega {\bigg (}\sin(\omega t)+{\frac {\lambda }{2}}\sin(2\omega t){\bigg )}\,},
{\displaystyle a=r\omega ^{2}{\bigg (}\cos(\omega t)+\lambda \cos(2\omega t){\bigg )}\,}.
A {\displaystyle \lambda =0\,} határesetben a fenti összefüggések így alakulnak:
{\displaystyle x=r(1-\cos(\omega t))\,},
{\displaystyle v=r\omega (\sin(\omega t))\,},
{\displaystyle a=r\omega ^{2}(\cos(\omega t))\,}.
Ez a feltétel természetesen nem valósítható meg forgattyús hajtóművel, mivel végtelen hosszú hajtórudat feltételez, azonban hosszabb hajtórúddal közelíthető. Kulisszás hajtóművel azonban pontosan is megvalósítható. A diagramokban vastag vonal a forgattyús hajtómű, vékony pedig a kulisszás hajtómű jellemzőit ábrázolja.

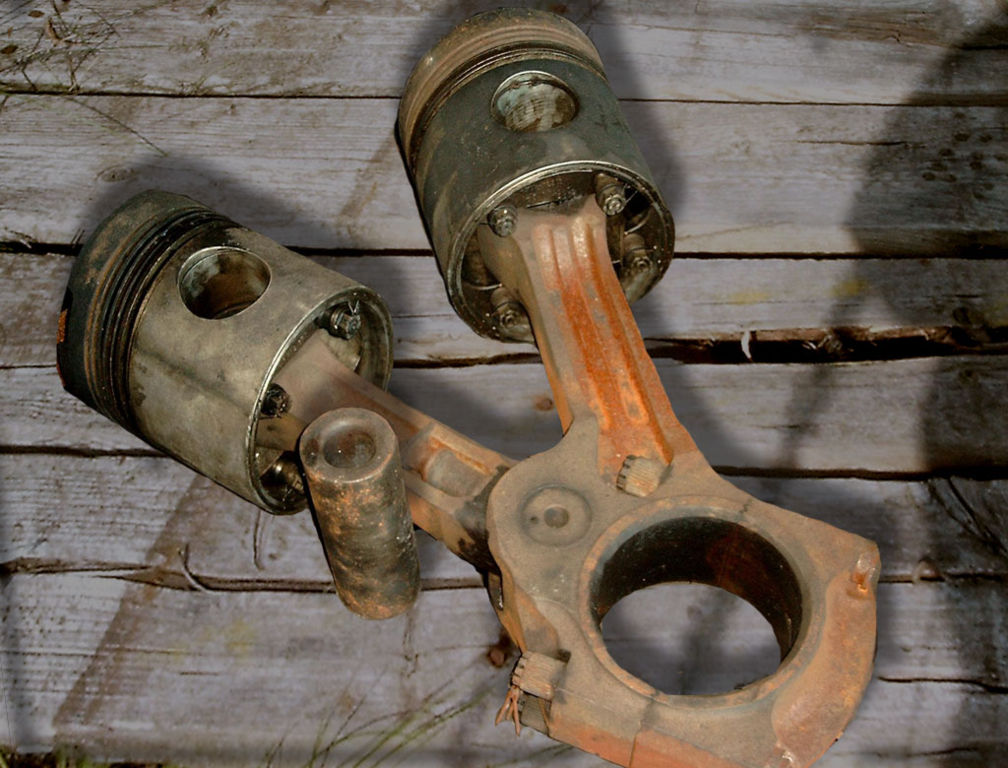
Szovjet vasúti dízelmotor fő- és mellékhajtórúdja

## Forgattyús hajtómű
Forgattyús hajtóműnek nevezik az olyan forgattyús mechanizmust, amely nemcsak a mozgást származtatja át alternáló egyenesvonalúból körmozgássá vagy fordítva, hanem jelentős mechanikai teljesítményt is átvisz. Ilyen forgattyús hajtóműveket használnak a gőzgépek, dugattyús motorok, ahol a hajtó oldal a keresztfej vagy dugattyú, illetve a dugattyús szivattyúk, kompresszorok, fűrészek, ahol a hajtó oldal a forgattyús tengely.

### Kiegyensúlyozás
A hajtóművet működés közben különböző erők terhelik: A dugattyúra ható gáznyomás, a mechanizmus egyes elemeire ható tömegerők és a súrlódás. Mivel ezek az erők periodikusan hatnak, ha nem gondoskodik a tervező kiegyensúlyozásukról, akkor a gép rezgéseivel, nyugtalan járásával kell fizetni értük. Dugattyús motoroknál például a kiegyensúlyozás céljából több, megfelelő elrendezésű és gyújtási sorrendű henger alkalmazásával lehet megoldani, bár teljesen kiegyensúlyozott járást csak részlegesen lehet elérni. A tömegerők egyrészt a forgattyú centrifugális erőkből, és a dugattyú alternáló mozgásából származó gyorsulásból tevődnek össze. A hajtórúd egyik csapágya a dugattyúval együtt egyenesvonalú mozgást, a másik csapágya a forgattyú csapjával együtt forgó mozgást végez. Ilyen módon a centrifugális erőhöz és a lineáris gyorsító erőkhöz is a hajtórúd egy-egy része hozzájárul és azt a számításoknál a tervezők figyelembe is veszik.
A különböző soros, V W, H boxer, csillagmotorok tömegerőinek kiegyensúlyozására sokféle megoldás született, általában elmondható, hogy minél nagyobb hengerszámot valósítanak meg, annál jobban sikerül a forgattyús hajtómű okozta lengésgerjesztést csökkenteni.

### Forgattyús tengely
Az egyhengeres motorok, szivattyúk forgattyús tengelyén sokszor végforgattyú van, ennél a megoldásnál a tengely két csapágyán túlnyúló, konzolos részén van a forgattyú, amely vagy egy darabból készül a tengellyel vagy külön alkatrészként szerelik rá. Ennek a megoldásnak egyszerűségén kívül az az előnye, hogy a hajtórudat egy darabból lehet készíteni és tengelyirányban szerelni a forgattyú csapjára.
A forgattyús tengelyt legtöbbször egyetlen darabból süllyesztékben kovácsolják. Ez szilárdsági szempontból a legkedvezőbb geometriai kialakítást teszi lehetővé, de az általában ötvözött acélból készült tengely kristályszerkezete is a legkedvezőbb. A nyers tengelyt általában csak a tengelycsapokon és a forgattyúcsapokon és a tengelyvégeken munkálják meg, a többi rész nyersen marad. Ritkán készítenek több darabból összerakott forgattyús tengelyt is.

### Hajtórúd

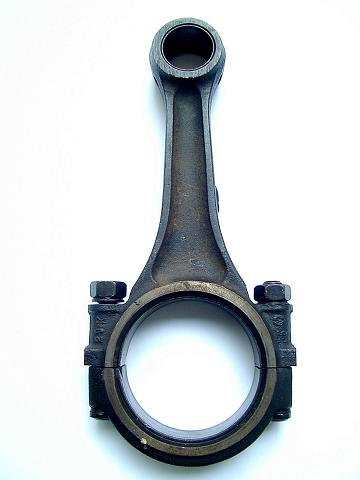
Boxermotor hajtórúdja

Az egy darabból kovácsolt forgattyústengelyekre a hajtórudak csapágyait csak úgy lehet szerelni, ha a csapágyak és maga a hajtórúd feje is osztott. A tömegerők csökkentésére könnyített konstrukciókat használnak. Mivel a hajtórúd szilárdságilag főleg hajlításra van igénybevéve, ezért általában I-keresztmetszetű szárakat készítenek. A dugattyú oldali csapágynál szerelési probléma nem lép fel, ezért ott osztásra sincs szükség. A régi, lassújárású gőzgépeknél a tömegerők kisebb terhelést jelentettek, ezért ezeknél olyan konstrukciókat alkalmaztak, amelyek a korabeli technológiáknak megfelelő egyszerűbb gyártást tettek lehetővé.
Esetenként a forgattyú sugara olyan kicsi, hogy nem célszerű a szokásos módon kialakítani a hajtórúd fejét és csapágyát. Ilyenkor excentert (körhagyót) készítenek, vagyis olyan csapot és hozzá tartozó hajtórúd-csapágyat, amelynek sugara nagyobb, mint a forgattyúskar sugara. Ebben az esetben a hajtórudat nem kell osztani, mert méreteinél fogva felfűzhető tengelyirányban az excenterre.

### Keresztfej
A lassú járású, rövid dugattyúval készült gépeknél keresztfejet használtak a dugattyú egyenesbe vezetésére és a csúszka megfelelő kenésének biztosítására. A keresztfejek két fő típusa terjedt el, az egyiknél a keresztfej vezetéke sík felület volt, a másiknál a vezeték is és a keresztfej csúszófelülete is hengeres volt. Ez utóbbinak előnye az esztergálással való megmunkálás volt, nem igényelt különleges szerszámgépeket és az egyes alkatrészek központosítása is egyszerűbb volt.

### Dugattyú
A gőzgépek dugattyúja az átmérőjéhez képest sokkal kisebb magasságú henger volt, ami az egyenesbevezetést nem tudta biztosítani keresztfej nélkül. A dugattyús motoroknál a dugattyúkat sokkal hosszabbra készítik, és ezzel a dugattyú átveszi a keresztfej szerepét is. Itt problémát jelent a dugattyú kenése, mivel az a forró hengerben végzi alternáló mozgását. Négyütemű motorok dugattyúinak kenését a motorház alsó részét képező karterben lévő olajjal oldják meg, amit a dugattyúhoz vagy a forgattyústengely hordja fel, vagy külön szivattyúval juttatják el. Gondoskodni kell a felesleges olaj eltávolításához is, amikor a dugattyú lefelé halad, nehogy az égéstérbe jutva elégjen. Ezt speciális olajlehúzó gyűrűkkel oldják meg. Kétütemű motoroknál ez a megoldás nem lehetséges, ezért a kenést a tüzelőanyagba (benzin) kevert kismennyiségű olajjal oldják meg, ami természetesen el is ég a hengerben.

### Lendkerék
A forgattyús hajtómű közelítőleg állandó fordulatszámát a forgattyús tengelyre épített lendkerékkel biztosítják.

## Története

Római fűrészmalom Hierapolisból, i. sz. 3. század. Ez a forgattyús hajtómű legrégebbi ismert alkalmazása.

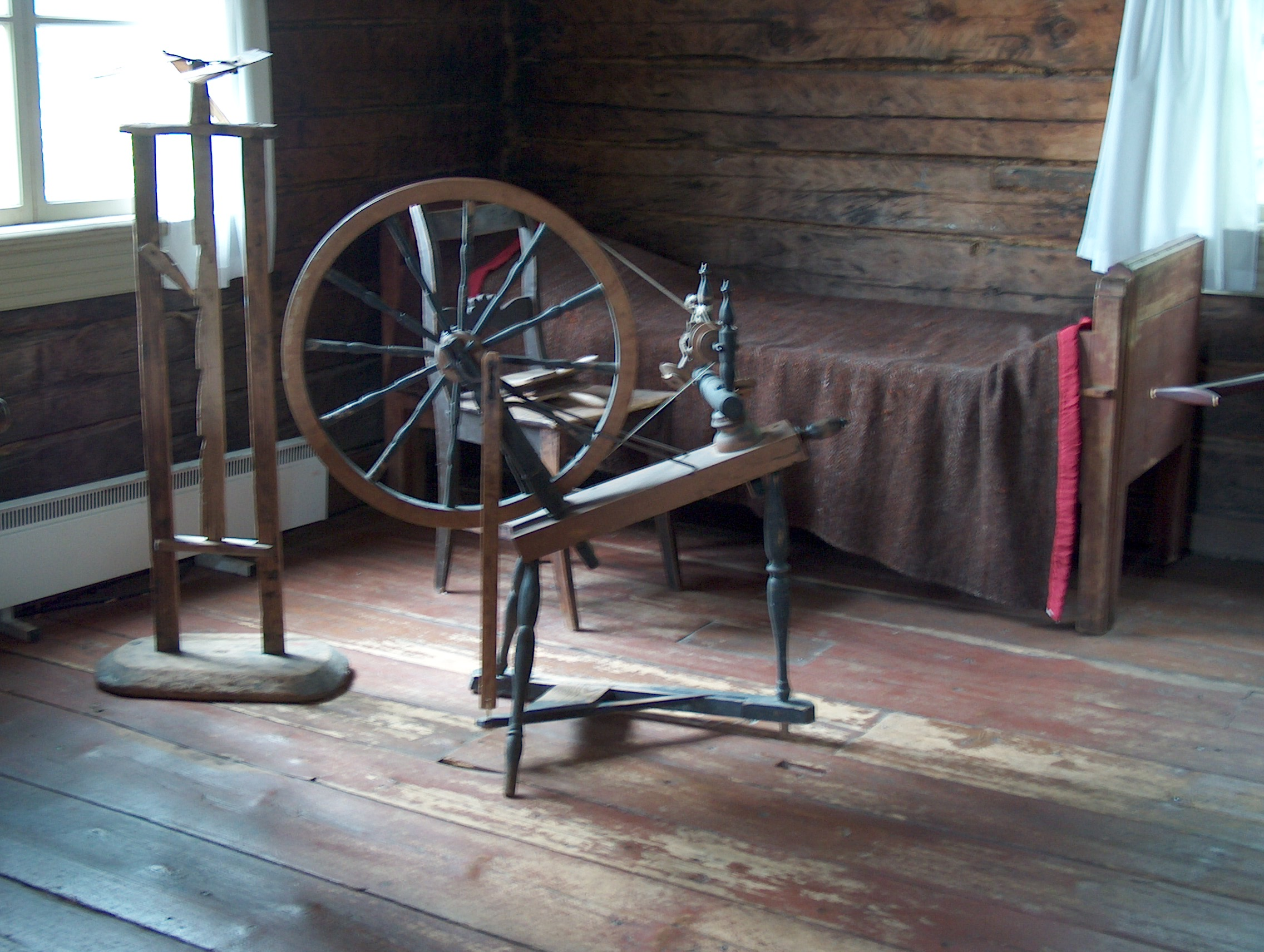
Rokka a 19. század elejéről

A kézimalom excentrikusan elhelyezett fogantyúja, mely i. e. 5. században tűnt fel a keltibér Spanyolország területén, majd elterjedt az egész Római Birodalomban, tulajdonképpen az emberi karral forgattyús mechanizmust alkotott. Egy római vas forgattyút a svájci Augusta Rauricában ástak ki. A 82,5 cm hosszú eszköz rendeltetése ismeretlen, és mintegy i.sz. 250-re datálható.
A forgattyús mechanizmus gépben való alkalmazására a legkorábbi bizonyítékot a késő római hiaropolisi fűrészmalom szolgáltatta a 3. századból valamint két kő fűrészelésére szolgáló malom Epheszoszban és Gerasában, (mindkettő a 6. századból).
Egy 9. század elején írt karoling kézirat, az Utrechti Psalterium egy köszörűkorong forgatására szolgáló forgattyút (fogantyút) ábrázol. A forgattyú megjelenik a perzsa Banū Mūsā testvérek könyvében, a Jeles találmányok könyvében leírt néhány hidraulikus eszközben, melyet a 9. század közepén írtak.
Guido da Vigevano (1280–1349) olasz tudós egyik illusztrációja olyan hajót ábrázolt, melynek lapátkerekét kézi forgattyúval hajtották és egy harci járművet, melyet szintén kézi forgattyúval hajtott a személyzete fogaskerekes áttételen keresztül. A forgattyús hajtómű használata a 15. században lett általános Európában.
Kínában a kézi forgattyú a Han-dinasztia alatt jelent meg (i.e. 220 körül), ahogy a Han-korszak sírjaiban talált modellek tanúsítják, és később a selyem-gombolyításnál és kenderfonásnál, valamint a gabona tisztításnál fújtató működtetésére, vízkerékkel hajtott liszt szitánál, valamint a fémkohászatban fújtató hajtására, és kerekes kutaknál alkalmazták.
Al-Jazari (1136–1206) arab tudós leírt forgattyús hajtóművet két vízemelő berendezésénél is.
A forgattyús mechanizmus a gőzgépek, majd dugattyús szivattyúk, fűrészgépek alkalmazásával terjedt el. Gőzgépnél a forgattyús mechanizmust először 1779-ben James Pickard alkalmazta egy Newcomen-gépen, ez volt az első gőzgép, amely forgó mozgást hozott létre.
A 19. század folyamán igen elterjedt volt a használata: Lábbal hajtott köszörűkön, rokkákon, esztergapadokon, varrógépeken, stb.

## Képek

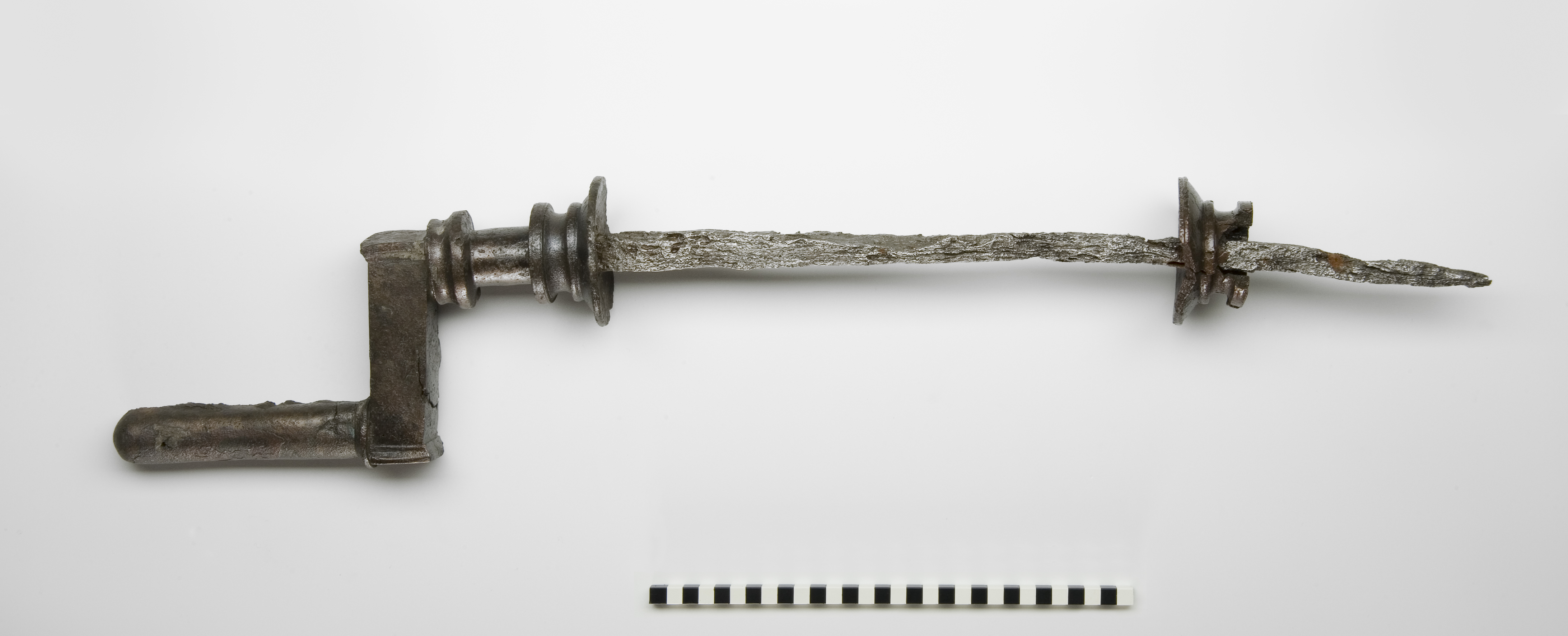
Római kézi forgattyú Augusta Raurica,Svájc.
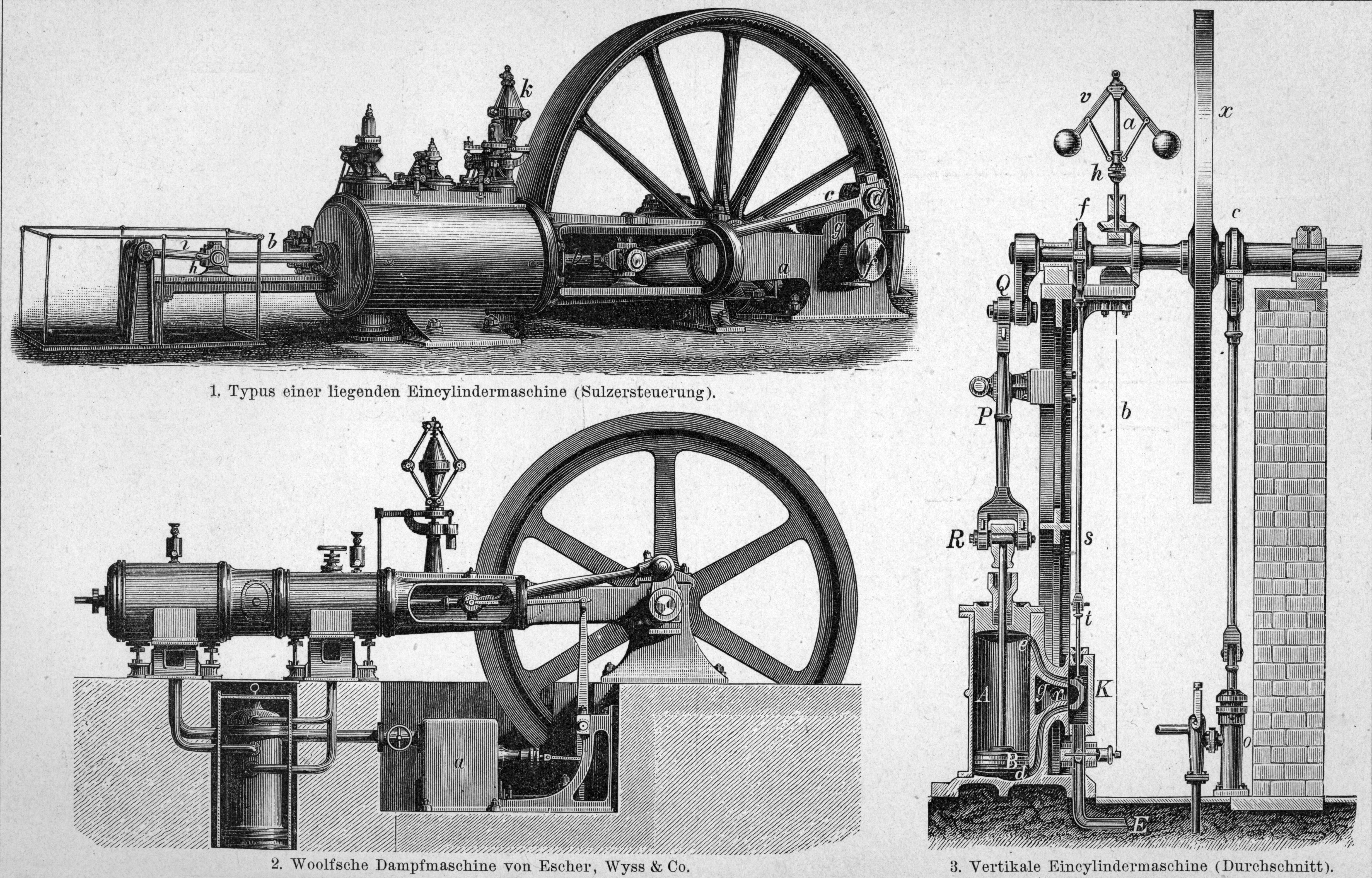
Gőzgép az 1894-es Brockhaus-lexikonból. Jól látható a keresztfej.
Kettős működésű gőzgép animációja. A tolattyút excenter hajtja.
Öthengeres repülőgép-csillagmotor animációja
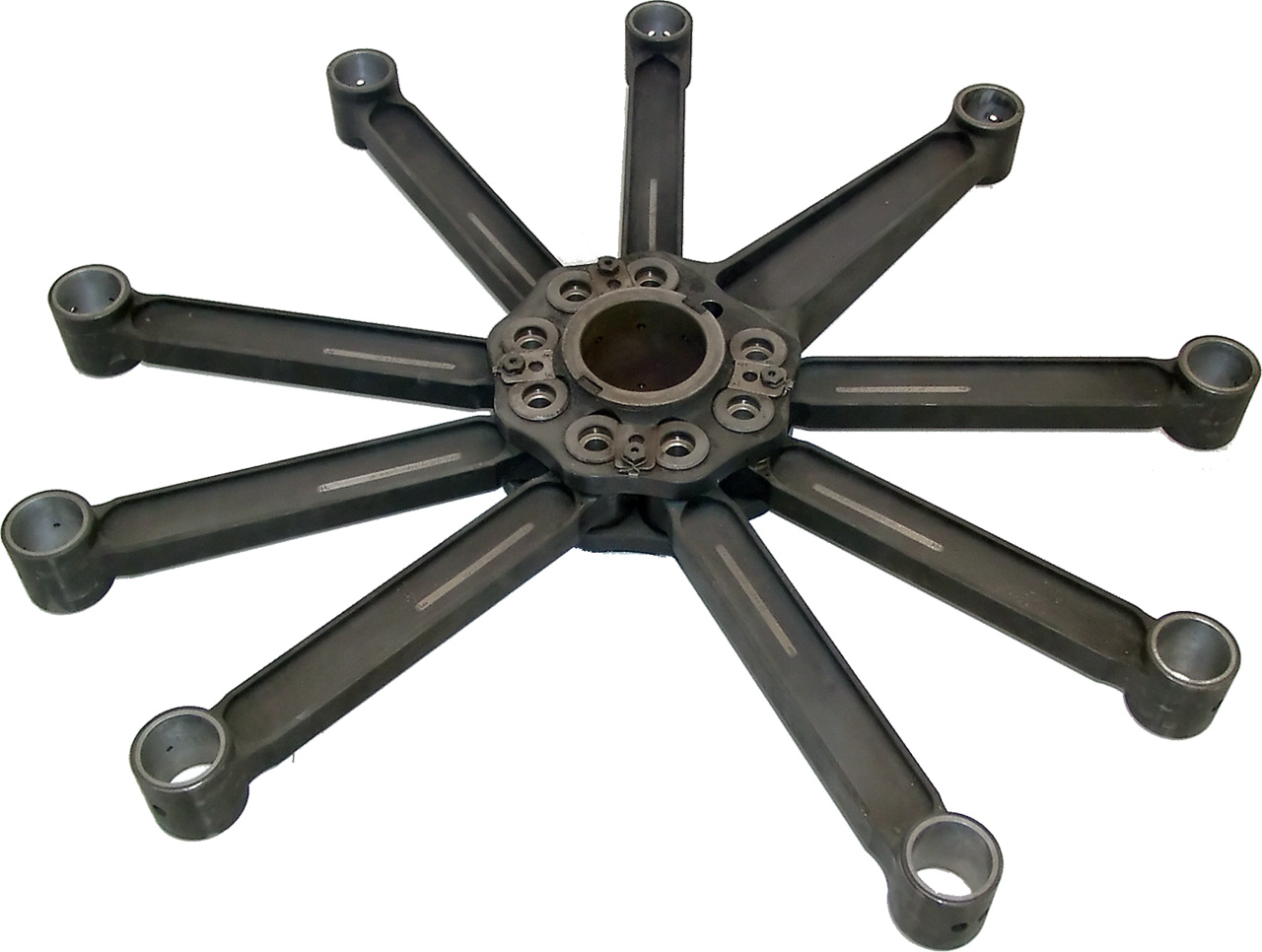
BMW 132 csillagmotor forgattyúja és hajtórudai
V-motorok vázlata
Soros motor forgattyús hajtóművének vázlata
Napier delta-motor animációja
Boxer-motor animációja
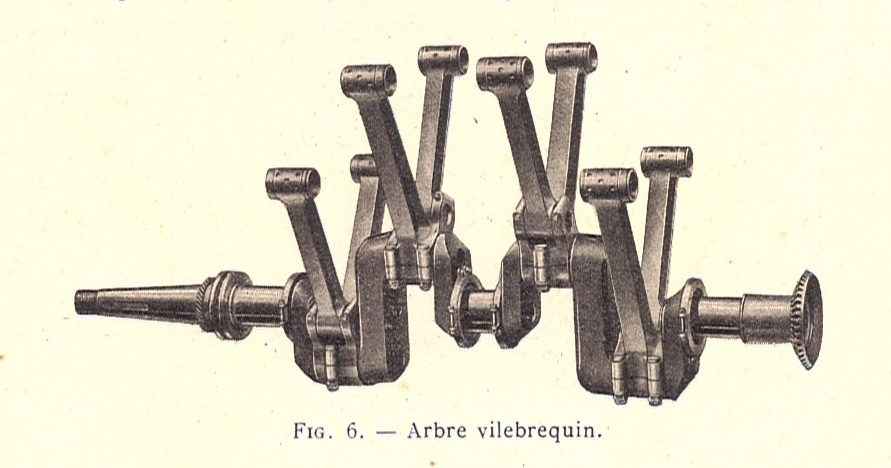
190 LE-s Renault 5Bd repülőgépmotor forgattyús hajtóműve.
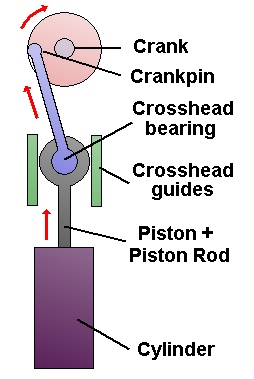
Keresztfejes hajtómű vázlata
Excenter animációja